# 梅芳 (1936年)
梅芳（1936年5月30日—），本名廖春梅，是出身於南投的演員。
18歲進廣播圈，28歲進電視台，在演藝圈多年，曾與侯孝賢、王童、楊德昌等大導演合作，得到金鐘女配角、金馬最佳女配角及終身貢獻獎的肯定。

## 經歷
小時候經常跟著父親看梅蘭芳的平劇，所以從影後取藝名為梅芳，父母分別為來自新竹新埔及苗栗造橋的客家人，但她童年在閩南人居多數的南投縣竹山及草屯長大，成了以國語和臺語為主要語言的福佬客。1983年演出台視八點檔《星星知我心》劇中飾演客家養鴨人家女主人後才開始練就流利的台灣客家話，成為國、臺、客語三聲帶的資深演員。
19歲在台中豐原農民電台當播音員，23歲結婚後轉到台北民天電台。真正開啟她演藝生涯的是侯世宏（侯佩岑的父親）與廖軍達兩位名人。侯世宏發現她聲音不錯，請她試音，後來便請她到光啟文教視聽節目服務社錄製廣播劇，並到正聲廣播電台兼差。台視開播第二年，就請她在電視短劇《金龜婿》演惡婆婆。後來和台視簽約成為基本演員，並以演出閩南語劇與八點檔連續劇為主。
早年在台視現場直播演出連續劇的經歷，讓梅芳磨出好演技。當台視30年的基本演員，1994年遭台視解約，當時遇到老公中風，後來是朋友帶她到美國散心，才讓她走出來。
1999年以中視八點檔連續劇《天公疼好人》獲得第34屆金鐘獎最佳女配角。
她的演出跨足電視、電影、廣播劇與舞台劇，多半是以演出堅毅的台灣婦女與媽媽、阿嬤的角色居多。
2009年以電影《囧男孩》飾演二號的阿嬤，獲得第45屆金馬獎最佳女配角。
2012年演出青睞影視製作的客家委員會賀歲微電影《客家好愛你》，飾演一位台灣客家阿婆（Grandma）。描述一位從美國返台過暑假的年輕男孩Mac（柯有倫飾演），因為語言隔閡與文化差異，與阿婆在鄉間展開一段趣味橫生的溫情故事，劇中多使用客家話。
2016年與資深導播龐宜安獲得第51屆金鐘獎終身貢獻獎。

## 演出作品

### 電影
| 年份   | 片名                          | 飾演角色           | 備註 |
| ------ | ----------------------------- | ------------------ | --- |
| 1979年 | 難忘的一天                    | 趙師母             | |
| 1980年 | 美麗與哀愁                    |                    | 導演：楊家雲 |
| 1980年 | 一線兩星大進擊                |                    | 導演：鄭潔 |
| 1981年 | 窗口的月亮不准看(別名:錯體情) |                    | 導演：王童 |
| 1981年 | 就是溜溜的她                  | 文琦的母親         | 導演：侯孝賢 |
| 1981年 | 上行列車                      | 馬家玲的母親       | 導演：宋項如，本片由台灣省電影製片廠拍攝出品，配合慶祝中華民國建國70年、鐵路百週年紀念活動而拍攝。                                                                                     |
| 1982年 | 風兒踢踏踩                    | 校長               | 導演：侯孝賢 |
| 1982年 | 在那河畔青草青                | 陳素雲的媽媽       | 導演：侯孝賢 |
| 1982年 | 畢業班                        |                    | 導演：林清介 |
| 1983年 | 看海的日子                    | 白玫大嫂           | 導演：王童 |
| 1983年 | 海灘的一天                    |                    | 導演：楊德昌 |
| 1983年 | 臺上臺下                      |                    | 導演：林清介 |
| 1983年 | 小畢從軍去                    |                    | 導演：林鷹 |
| 1984年 | 冬冬的假期                    | 冬冬的外婆         | 本片榮獲第7屆法國南特影展最佳影片，第30屆亞太影展最佳導演獎，第38屆瑞士盧卡諾影展特別推薦獎暨教會道德紀念獎                                                                            |
| 1984年 | 霧裡的笛聲                    |                    | 導演：曾壯祥 |
| 1985年 | 青梅竹馬                      | 阿貞之母           | 導演：楊德昌 |
| 1985年 | 童年往事                      | 孝炎之母           | 本片榮獲第二十二屆金馬獎最佳原著劇本獎，1986年德國柏林國際影展費比西獎，1986年第三十一屆亞太影展評審委員特別獎，1987年荷蘭鹿特丹國際影展最佳影片，2001第二十五屆香港國際電影節最佳影片 |
| 1985年 | 校園檔案                      |                    | 導演：林清介 |
| 1986年 | 戀戀風塵                      | 林文遠之母         | |
| 1987年 | 期待你長大                    |                    | 導演：廖慶松 |
| 1987年 | 惜別海岸                      |                    | 導演：萬仁 |
| 1987年 | 桂花巷                        |                    | 導演：陳坤厚 |
| 1987年 | 失蹤人口                      |                    | 導演：林清介 |
| 1987年 | 校園青春樂                    |                    | 導演：林清介 |
| 1988年 | 海水正藍                      |                    | 導演：廖慶松 |
| 1988年 | 陰間響馬吹鼓吹                |                    | 導演：何平、李道明 |
| 1989年 | 悲情城市                      | 吳寬榮、吳寬美之母 | 本片獲義大利威尼斯影展金獅獎，第26屆金馬獎最佳導演、最佳男主角 |
| 1989年 | 刀瘟                          |                    | 導演：葉鴻偉 |
| 1991年 | 官兵捉強盜                    |                    | |
| 1994年 | 多桑                          | 多桑的母親         | 本片榮獲義大利都靈影展「最佳影片獎」，希臘鐵撒隆尼卡影展「銀牌獎」、「費比西獎」及、「最佳男演員獎」，1995年新加坡影展「評審團獎」                                                     |
| 1995年 | 一九九五年閏八月              | 宋母               | |
| 2005年 | 最好的時光                    | 阿婆 / 外婆        | 本片榮獲第58屆坎城影展：競賽單元，入圍日本東京影展-導演獲得黑澤明賞，第46屆希臘鐵撒隆尼卡影展-導演獲得傑出成就-「金亞力山大獎」                                                        |
| 2008年 | 囧男孩                        | 外婆               | 本片榮獲2009年金馬獎-最佳女配角-梅芳，2008年香港國際電影節：台灣新生代單元，，2008年舊金山國際影展，2008年夏威夷國際影展，2008年釜山影展-亞洲視窗單元，2008年溫哥華影展                |
| 2009年 | 帶我去遠方                    | 奶奶               | |
| 2010年 | 軌道（トロッコ）              | 奶奶               | 日本導演：川口浩史 |
| 2013年 | 我不窮，我只是沒錢 香蕉傳奇   | 阿天的阿嬤         | |
| 2015年 | 刺客聶隱娘                    | 聶隱娘的奶奶       | |
| 2018年 | 范保德                        | 莊素如母           | |

### 電視劇
| 年份   | 電視台      | 劇名                                       | 飾演角色        | 備註                                       |
| ------ | ----------- | ------------------------------------------ | --------------- | ------------------------------------------ |
| 1971年 | 台視        | 《碎心戀》                                 | 阿順嬸          |                                            |
| 1971年 | 台視        | 《鳳凰曲-女秀才》                          | 聞妻            |                                            |
| 1975年 | 台視        | 《金玉緣》                                 | 何母            |                                            |
| 1975年 | 台視        | 《鄉下姑娘》                               | 何姑媽          |                                            |
| 1980年 | 台視        | 《女嬌龍》孝女血淚                         | 如玉            |                                            |
| 1981年 | 台視        | 楊麗花歌仔戲《鐵扇留香》                   | 王大娘          |                                            |
| 1981年 | 台視        | 楊麗花歌仔戲《情海斷腸花》                 | 陳婆            |                                            |
| 1981年 | 台視        | 《比翼雙雙飛》                             | 李母            |                                            |
| 1981年 | 台視        | 《彩鳳飛》                                 | 姑奶奶          |                                            |
| 1982年 | 台視        | 《不要說再見》                             | 邱阿英          | 飾演陳震雷的母親                           |
| 1982年 | 台視        | 周日劇場《草地明珠》                       | 傅滿妹          |                                            |
| 1982年 | 台視        | 《媽媽》                                   | 林金枝          |                                            |
| 1983年 | 台視        | 《星星知我心》                             | 黃秀枝          | 珮珮的養母                                 |
| 1984年 | 台視        | 《星星的故鄉》                             | 黃秀枝          | 《星星知我心》續集                         |
| 1984年 | 台視        | 《苦心蓮》                                 | 王素娥          |                                            |
| 1985年 | 台視        | 《老師老師》                               | 陳母            |                                            |
| 1985年 | 台視        | 《阿郎與彬彬》                             | 秀月            | 阿郎的母親                                 |
| 1986年 | 台視        | 《福祿壽喜》                               | 莊母            |                                            |
| 1986年 | 台視        | 《祖母的嫁妝》                             | 阿蘭            |                                            |
| 1986年 | 台視        | 《異鄉夢》                                 | 秀琴            |                                            |
| 1986年 | 台視        | 《我心深處》                               | 李母            |                                            |
| 1986年 | 台視        | 《楊貴妃傳奇》                             | 安母            | 安祿山之母                                 |
| 1987年 | 台視        | 《觀世音收紅孩兒》                         | 汪母            |                                            |
| 1987年 | 台視        | 《小神童萬善爺》                           | 錢夫人          |                                            |
|        | 台視        | 台視戲劇大展《那個陌生的老爸》             | 財母            |                                            |
| 1988年 | 台視        | 《悲歡歲月》                               | 林母            |                                            |
| 1988年 | 台視        | 《台灣民間故事~七娘媽》                    | 蕭氏            | 莊強大嫂                                   |
| 1988年 | 台視        | 《台灣民間故事~艋舺阿泡官》                | 阿桃            |                                            |
| 1989年 | 台視        | 《中國民間故事~真假李逵》                  | 李二虎母        |                                            |
| 1989年 | 台視        | 《中國民間故事~猴精奇譚》                  | 吳大娘          |                                            |
| 1989年 | 台視        | 《郵差總是按對鈴》                         | 江母            |                                            |
| 1989年 | 台視        | 《又見郵差來按鈴》                         | 江母            |                                            |
| 1990年 | 台視        | 《觀音前傳》                               | 奶娘            |                                            |
| 1990年 | 台視        | 《今天不看病》                             | 武母            |                                            |
|        | 台視        | 《人間劇場－都市寓言系列：尋人啟事》       | 韓媽媽          |                                            |
|        | 台視        | 《人間劇場－婆婆》                         | 技子            |                                            |
| 1990   | 台視        | 《天眼》                                   | 旺嫂            |                                            |
| 1991年 | 台視        | 《德興和他的女人》                         | 賴母            |                                            |
| 1991年 | 台視        | 《還我柔情》                               | 姑媽            |                                            |
| 1992年 | 台視        | 《福星七品官》                             |                 |                                            |
| 1992年 | 台視        | 《乳母》                                   | 何母            |                                            |
| 1992年 | 台視        | 《乳母2》                                  | 奶奶            |                                            |
| 1992年 | 台視        | 《目蓮傳》                                 | 劉氏            | 目蓮之母                                   |
| 1992年 | 台視        | 《姻緣路》                                 | 林月娟母        | 台視劇場作家系列                           |
| 1992年 | 台視        | 《摩登男子》                               | 伍母            | 台視劇場作家系列                           |
| 1993年 | 台視        | 《林投姐》                                 | 陳母            | 陳明通之母                                 |
| 1993年 | 台視        | 《人間天堂》                               | 阿菊            |                                            |
| 1994年 | 台視        | 《二八年華》                               | 明珠母          |                                            |
| 1994年 | 台視        | 《我有三個半媳婦》                         | 蔡黃瑩妹        |                                            |
|        | 台視        | 《乘龍快婿》                               |                 |                                            |
| 1994年 | 台視        | 《苦情花》                                 | 金川嬸          |                                            |
| 1994年 | 中視        | 《相親》                                   | 阿桂            |                                            |
| 1995年 | 華視        | 世間媳婦之《勸世媳婦》                     | 周母            | 入圍第32屆金鐘獎最佳女配角獎               |
| 1995年 | 中視        | 《詹典嫂》                                 | 詹母            |                                            |
| 1996年 | 華視        | 《阿足》                                   | 吳邱順妹        |                                            |
| 1996年 | 台視        | 《大家有緣》                               | 王母            |                                            |
| 1996年 | 中視        | 《天公疼好人》                             | 阿雲(龍母)      | 榮獲第34屆金鐘獎最佳女配角獎               |
| 1997年 | 中視        | 《布袋和尚》                               | 王林氏          |                                            |
| 1997年 | 民視        | 《菅芒花的春天》                           | 阿財嬸（林阿蕊) |                                            |
| 1997年 | 民視        | 《再叫一聲爸爸》                           | 陳笑            |                                            |
| 1997年 | 民視        | 《嘉慶君遊台灣》                           | 王母            |                                            |
| 1997年 | 民視        | 《星座女人系列之水瓶座：我是你今生的新娘》 | 謝母            |                                            |
| 1998年 | 民視        | 台灣作家劇場 - 金水嬸                      | 阿蘭(金水嬸)    |                                            |
| 1998年 | 台視        | 《布袋和尚 第一單元：變臉》                | 柳母(柳孫氏)    |                                            |
| 1998年 | 台視        | 《布袋和尚 第四單元：六月雪》              | 張婆(張阿卻)    |                                            |
| 1998年 | 民視        | 《深情孤女的願望》                         | 江青山母        |                                            |
| 1998年 | 公共電視    | 人生劇展《畢業典禮》                       | 阿枝            |                                            |
| 1999年 | 台視        | 《台灣廖添丁》                             | 姜吳秋花        |                                            |
| 1999年 | 中視        | 《祝你幸福》                               | 徐阿梅          |                                            |
| 2000年 | 民視        | 《民視劇場－檳榔西施》                     | 阿蕊            |                                            |
| 2000年 | 民視        | 《長男的媳婦》                             | 賴陳阿好        | 客串最後一集                               |
| 2000年 | 民視        | 《將心比心》                               | 賴陳阿好        |                                            |
| 2000年 | 中視        | 《男人怎麼都哭了》                         |                 |                                            |
| 2001年 | 大愛電視    | 《燕子啊》                                 | 陳秀梅          |                                            |
| 2001年 | 台視        | 《望鄉》                                   | 姨婆            |                                            |
| 2002年 | 民視        | 《世間路》                                 | 方母            |                                            |
| 2002年 | 台視        | 《四十有夢》                               | 秋水母          |                                            |
| 2003年 | 大愛電視    | 《美麗的歌》                               | 阿嬤            | 入圍第38屆金鐘獎連續劇女配角獎             |
| 2003年 | 公視        | 《寒夜續曲》                               | 彭燈妹          |                                            |
| 2004年 | 民視        | 《親戚不計較》（EP1553登場）               | 阿來嫂          |                                            |
| 2004年 | 大愛電視    | 《擺渡(上)》                               | 王麵            |                                            |
| 2004年 | 大愛電視    | 《大愛的孩子》                             | 李母            |                                            |
| 2004年 | 大愛電視    | 《擺渡(中)》                               | 王麵            |                                            |
| 2005年 | 大愛電視    | 《七輩婦》                                 | 姑婆            |                                            |
| 2005年 | 大愛電視    | 《好願年哖》                               | 洪玉哖(老年)    |                                            |
| 2005年 | 大愛電視    | 《明月照紅塵》                             | 江蔡瀛月        |                                            |
| 2006年 | 大愛電視    | 《擺渡(下)》                               | 王麵            |                                            |
| 2006年 | 大愛電視    | 《貞愛人生》                               | 薛母            |                                            |
| 2006年 | 民視        | 《再生緣》                                 | 許林寶珠        |                                            |
| 2007年 | 大愛電視    | 《陽光下的足跡》                           | 蔡春梅          |                                            |
| 2007年 | 大愛電視    | 《牽手天涯》                               | 謝陳罔          |                                            |
| 2008年 | 大愛電視    | 《撿稻穗系列-黃金線》                      | 罔仔            |                                            |
| 2008年 | 客家電視    | 《桂花釀》                                 | 蔡罔市          | 入圍第44屆金鐘獎迷你劇集女主角獎           |
| 2008年 | 公視        | 人生劇展《美麗》                           | 賴陳招弟        |                                            |
| 2009年 | 客家電視    | 《月滿水沙漣》                             | 陳游香妹        |                                            |
| 2009年 | 華視        | 《魔女18號》                               | 朱林滿嬌        |                                            |
| 2010年 | 民視        | 《新兵日記》                               | 古錐嬤          | 賴林雪子                                   |
| 2011年 | 公共電視    | 人生劇展《戀戀木瓜香》                     | 廖吳香倫        |                                            |
| 2011年 | 民視        | 《夜市人生》                               | 洪邱雅如        | 洪火鎗(徐亨)之母                           |
| 2011年 | 中視/壹電視 | 《真的漢子》                               | 何寬            |                                            |
| 2012年 | 民視        | 《風水世家》                               | 林陳梅妹        | 林家大家長                                 |
| 2012年 | 民視        | 《原來愛·就是甜蜜》                        | 寶玉            |                                            |
| 2012年 | 大愛電視    | 長情劇展《人間渡系列-家有五寶》            | 楊張玉鳳        | 楊以義的生母                               |
| 2012年 | 大愛電視    | 《慈悲的滋味》                             | 陳阿嬤          |                                            |
| 2013年 | 大愛電視    | 《明天更美麗》                             | 盧周香蘭        |                                            |
| 2014年 | 民視        | 《龍飛鳳舞》                               | 杜蔡瑞紅        | 杜慶元之母                                 |
| 2014年 | 公視        | 人生劇展《水源地》                         | 陳母            | 入圍第50屆金鐘獎迷你劇集／電視電影女主角獎 |
| 2016年 | 民視        | 《廉政英雄第三十七單元：誰是繼承人》       | 蔣麗玲          |                                            |
| 2016年 | 中視        | 《美好年代》                               | 溫梅枝          |                                            |
| 2016年 | 公視        | 人生劇展《藥笑24小時》                     | 罔笑            | 入圍第51屆金鐘獎迷你劇集／電視電影女主角獎 |
| 2016年 | 大愛電視    | 《我和我母親》                             | 鍾媽媽          |                                            |
| 2016年 | 台視        | 《700歲旅程》                              | 顧奶奶          |                                            |
| 2016年 | 三立台灣台  | 《甘味人生》                               | 江林寶惜        | 江大通、江大金(江國賓分飾)之母             |
| 2017年 | 台視        | 《閱讀時光2-先生媽》                       | 先生媽          |                                            |
| 2018年 | 公視        | 學生劇展《最後一站》                       | 來富姨          |                                            |
| 2018年 | TVBS歡樂台  | 《女兵日記》                               | 徐妹            | 高曉嫻的阿嬤                               |
| 2018年 | 公視        | 《雙城故事》                               | 黃陳秋菊        |                                            |
| 2019年 | 三立台灣台  | 《炮仔聲》                                 | 王麗紅          | 徐明強之母                                 |
| 2020年 | 台視        | 《四月望雨》                               | 李芳            |                                            |
| 2021年 | 公視        | 《斯卡羅》                                 | 九媽            | 保力客家的諸葛亮 林阿九母親                |

### 短片
- 2011年《10+10-黃金之弦》
- 2012年微電影《客家好愛你》

### 廣告
- 愛之味 鮮味脆瓜＆青脆菜心（婆媳篇）
- 三支雨傘標友露安

### 配音
- 2015年《酷客歷險記》，角色：桃奶奶

## 獎項紀錄
| 年份   | 頒獎典禮         | 獎項                       | 作品                  | 結果 |
| ------ | ---------------- | -------------------------- | --------------------- | ---- |
| 1997年 | 第32屆金鐘獎     | 女配角獎                   | 《勸世媳婦》          | 提名 |
| 1999年 | 第34屆金鐘獎     | 女配角獎                   | 《天公疼好人》        | 獲獎 |
| 2003年 | 第38屆金鐘獎     | 連續劇女配角獎             | 《美麗的歌》          | 提名 |
| 2008年 | 第10屆台北電影獎 | 演員特別推薦               | 《冏男孩》 《光之夏》 | 獲獎 |
| 2008年 | 第45屆金馬獎     | 最佳女配角                 | 《冏男孩》            | 獲獎 |
| 2009年 | 第44屆金鐘獎     | 迷你劇集女主角獎           | 《桂花釀》            | 提名 |
| 2015年 | 第50屆金鐘獎     | 迷你劇集／電視電影女主角獎 | 《水源地》            | 提名 |
| 2016年 | 第51屆金鐘獎     | 迷你劇集／電視電影女主角獎 | 《藥笑24小時》        | 提名 |
| 2016年 | 第51屆金鐘獎     | 特別貢獻獎                 | 特別貢獻獎            | 獲獎 |

## 外部連結
- 梅芳在香港影庫上的簡介